# Longen (Duitsland)
Longen is een plaats in de Duitse deelstaat Rijnland-Palts, en maakt deel uit van de Landkreis Trier-Saarburg. Longen telt 123 inwoners. Het ligt aan de rivier de Moezel, en wordt daarom ook weleens Longen an der Mosel (Longen aan de Moezel) genoemd.

## Bestuur
De plaats is een Ortsgemeinde en maakt deel uit van de Verbandsgemeinde Schweich an der Römischen Weinstraße.